# 알렉스 빈센트
앨릭스 빈센트(Alex Vincent, 본명: Alexander Vincent LoScialpo, 1981년 4월 29일 ~ )는 미국의 배우이다.
뉴저지주 뉴어크에서 태어났다.

## 출연 작품

### 영화
- 사탄의 인형 (1988)
- 사탄의 인형 2 (1990)
- 커스 오브 처키 (2013)
- 컬트 오브 처키 (2017)

### 텔레비전
- 처키 (2021-24)